# Gloucester Pool
Gloucester Pool är en sjö i Kanada.   Den ligger på gränsen mellan District Municipality of Muskoka och Simcoe County i provinsen Ontario, i den sydöstra delen av landet, 300 km väster om huvudstaden Ottawa. Gloucester Pool ligger 179 meter över havet.